# Eschenbach, Göppingen
Eschenbach là một thị trấn thuộc huyện Göppingen ở Baden-Württemberg, Đức. Đô thị này có diện tích 4,8 km², dân số thời điểm 31 tháng 12 năm 2020 là 2139 người. 